# Ría de Aveiro
La ría de Aveiro es una ría de la costa atlántica de Portugal, localizada en el distrito de Aveiro y  que se extiende por el interior, paralelamente al océano,  una longitud de casi 45 km y con una anchura máxima de 11 km, en dirección E-O, desde las localidades de Ovar, en el norte,  hasta Mira, en el sur. La ria surge como resultado de haberse retirado el océano con la consiguiente formación de las costas y litorales, a partir del siglo XVI, formando una laguna que constituye hoy en día uno de los accidentes hidrogeográficos de la costa portuguesa.

## Características
Comprende  una superficie de unas 11 000 hectáreas, de las cuales 6 000 están permanentemente anegadas. La ría se divide en cuatro importantes canales que se ramifican en pequeñas lagunas que forman islas e islotes. En ella desemboca los ríos Voga, Antuã, Boco y Fontão, teniendo como única comunicación con el mar un canal que corta el cordón litoral entre la Barra y São Jacinto, permitiendo el acceso al Porto de Aveiro, de embarcaciones de gran calado.
La ría es rica en diversos peces y aves acuáticas debido a las extensiones de agua que posee permanentemente, se trata de un lugar adecuado para la práctica de deportes acuáticos. La ría ha tenido desde antaño la capacidad de salina afectando económicamente a la región. La producción de la sal común emplea técnicas milenarias y es una de las más características de Aveiro.

## Enlaces externos

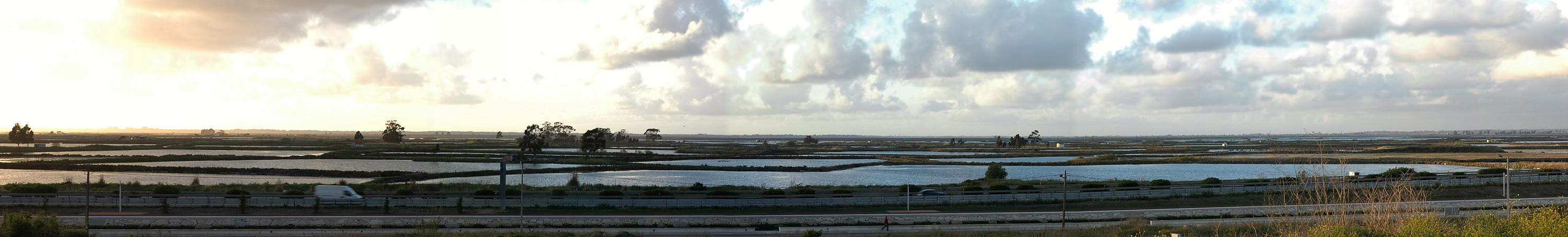
Una vista de la Ria desde la ciudad de Aveiro.

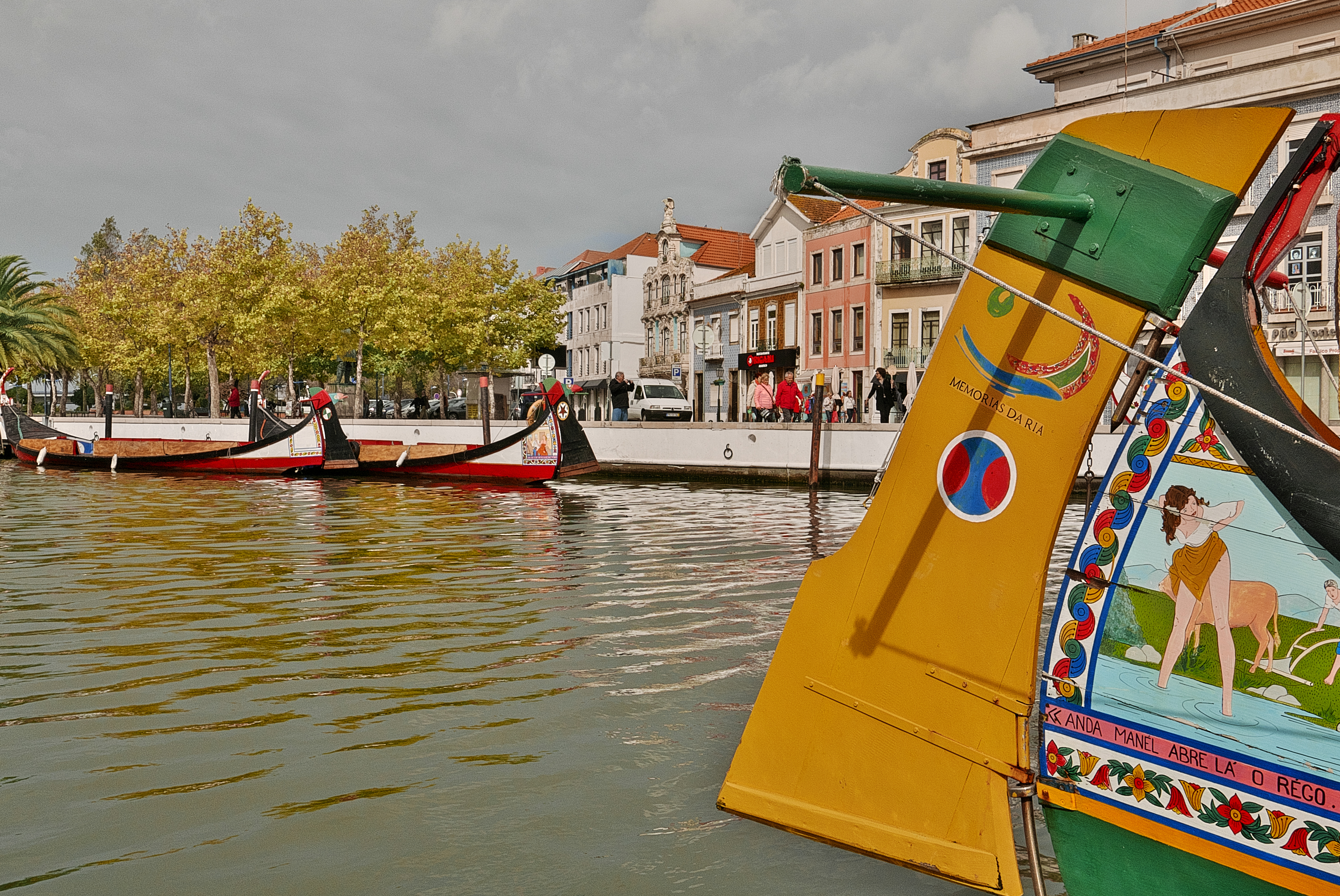
Moliceiro